# SIG SAUER P239
SIG SAUER　P239とは、ドイツのSIG SAUER社が開発した自動拳銃である。

## 概要
P239は同社のP229のマガジンをシングルカラムにし、よりコンパクトにしたバージョンといえる。
アメリカ合衆国などではその小型でコンパクトなボディと後述の特徴から人気があると言われている。

## 特徴
P229がダブル・カラムマガジンだったのに対し小型化の為P239ではシングル・カラムマガジンとなっている。これにより装弾数は減ったが、手の小さな人や女性にも握りやすくなった。
P228、P229と同様レーザーポインターを装備したモデルがある。

## バリエーション
P239 DAK
デコッキングレバーが廃止され、ダブルアクション・オンリーのモデル。
P239 TACTICAL
サプレッサー装着可能なネジ切り済み延長バレルが装備されている。

## 登場作品

### 映画・ドラマ
『RONIN』
シーマスがスライドシルバーモデルを使用。
『Hawaii Five-0』
第2シーズンでロリ・ウェストンが使用。
『インセプション』
ユスフ（ディリープ・ラオ）が使用。

### 漫画
『GUNSLINGER GIRL』
ヘンリエッタがスライドシルバーモデルをサイドアームとして使用。単行本1巻表紙や第5話では薬莢形状が9mmパラベラム版、第18話で.357SIG版であるため、9mm版と.357SIG版のスライド、マガジン、バレル交換の可能性有。

### 小説
『ゲート 自衛隊 彼の地にて、斯く戦えり』
CIAの工作員がマカロフと共に所持。
『警視庁公安J』シリーズ
警視庁公安部の制式拳銃としてP239JPが登場する。